# Повітряні сили флоту Великої Британії
Повітряні сили флоту (англ. Fleet Air Arm, FAA) — рід військ королівського військово-морського флоту Великої Британії, відповідає військово-морській авіації.
Морська авіація налічує близько 6200 чоловік, що становить 11,5 % від загальної чисельності королівського військово-морського флоту, і використовує близько 200 бойових і понад 50 допоміжних літаків і вертольотів.

## Історія

### Початок
Перший політ британської морської авіації відбувся у 1909, з побудови дирижабля для спостреження. У 1911 Королівські ВМС підготували своїх перших пілотів у Королівському аероклубі у Істчорчі, Шеппі під керівництвом піонера авіації Джорджа Бертрама Кокбурна, але у травні 1912 морська і армійська авіація були зведені у Королівський льотний корпус (КЛК). Морське крило Корпусу існувало до 1914 коли Королівський флот реформував свій авіапідрозділ, під керівництвом Авіаційного Департаменту Адміралтейства, отримавши назву Королівська військово-морська авіаційна служба (КВМАС).
На початок Першої світової війни, у серпні 1914, КВМАС мали більше літаків ніж КЛК. Основними завданнями КВМАС була розвідка для флоту, патрулювання узбережжя у пошуках ворожих кораблів і субмарин, нанесення ударів по береговим територіям ворога і захист Британії від авіанальотів ворогу, разом з розгортанням уздовж Західного фронту. У квітні 1918 КВМАС, які мали 67 000 особового складу, 2949 літаків, 103 дирижаблі і 126 авіабаз, об'єдналися з КЛК утворивши повітряні сили Великої Британії.

### Повітряні сили флоту
1 квітня 1924 року було утворено Повітряні сили флоту Королівських повітряних сил, поєднавши в собі всі літальні апарати КЛК які знаходилися на авіаносцях і бойових кораблях. 1924 став важливим роком для британської морської авіації тому, що за кілька тижнів до створення Повітряних сил флоту, Королівські ВМС замовили HMS Hermes, який був першим спеціально спроектованим і побудованим авіаносцем. Протягом кількох наступних місяців розвідувальний літак Fairey IIID повітряних сил флоту здійснив кілька тренувальних польотів з авіаносцю Hermes.
24 травня 1939 повітряні сили флоту повернулися під контроль Адміралтейства. На початок Другої світової війни, повітряні сили флоту складалися з 20 ескадрилей з 232 літаками. Наприкінці війни повітряні сили флоту мали 59 авіаносців, 3700 літаків, 72000 особового складу і 56 військово-морських баз.
Під час війни, повітряні сили флоту мали винищувачі, торпедоносці і розвідувальні літаки. Після евакуації з Дюнкерку і втрат під час битви за Британію, повітряні сили Великої Британії відчули нестачу у бойових пілотах. Влітку 1940 ВПС мали 800 пілотів і через продовження Битви кількість втрат збільшилася. Через таку ситуацію ВПС звернулися про допомогу до Адміралтейства. Через те, що битва тривала багато пілотів-героїв винищувачів ВПС були саме пілотами повітряних сил флоту, які були передані Командуванню винищувальної авіації ВПС, наприклад ескадрилья No 804 під час Битви за Британію прикривали верфі на літаках Sea Gladiator.

## Організаційний склад

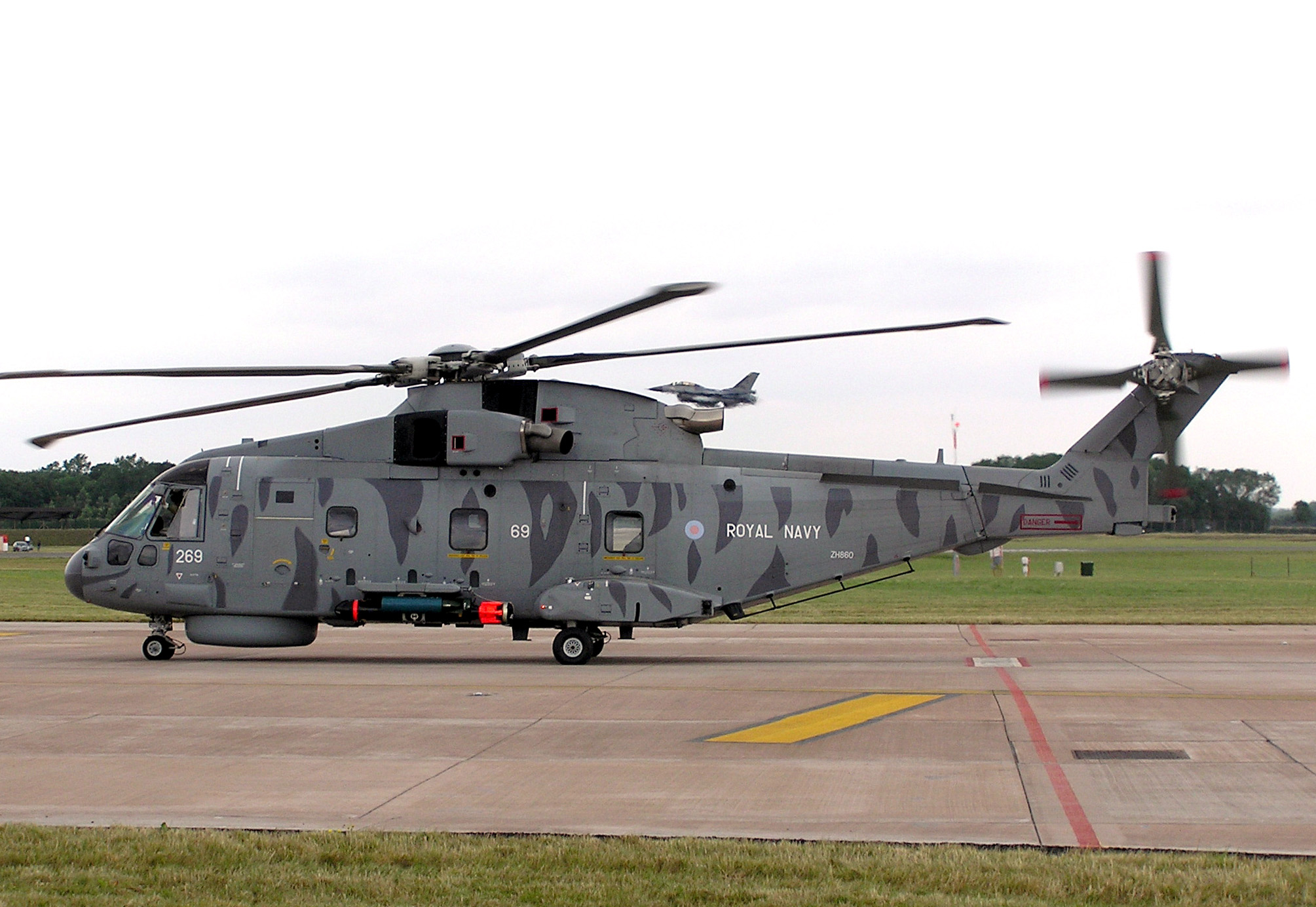
AgustaWestland Merlin HM Mk.1

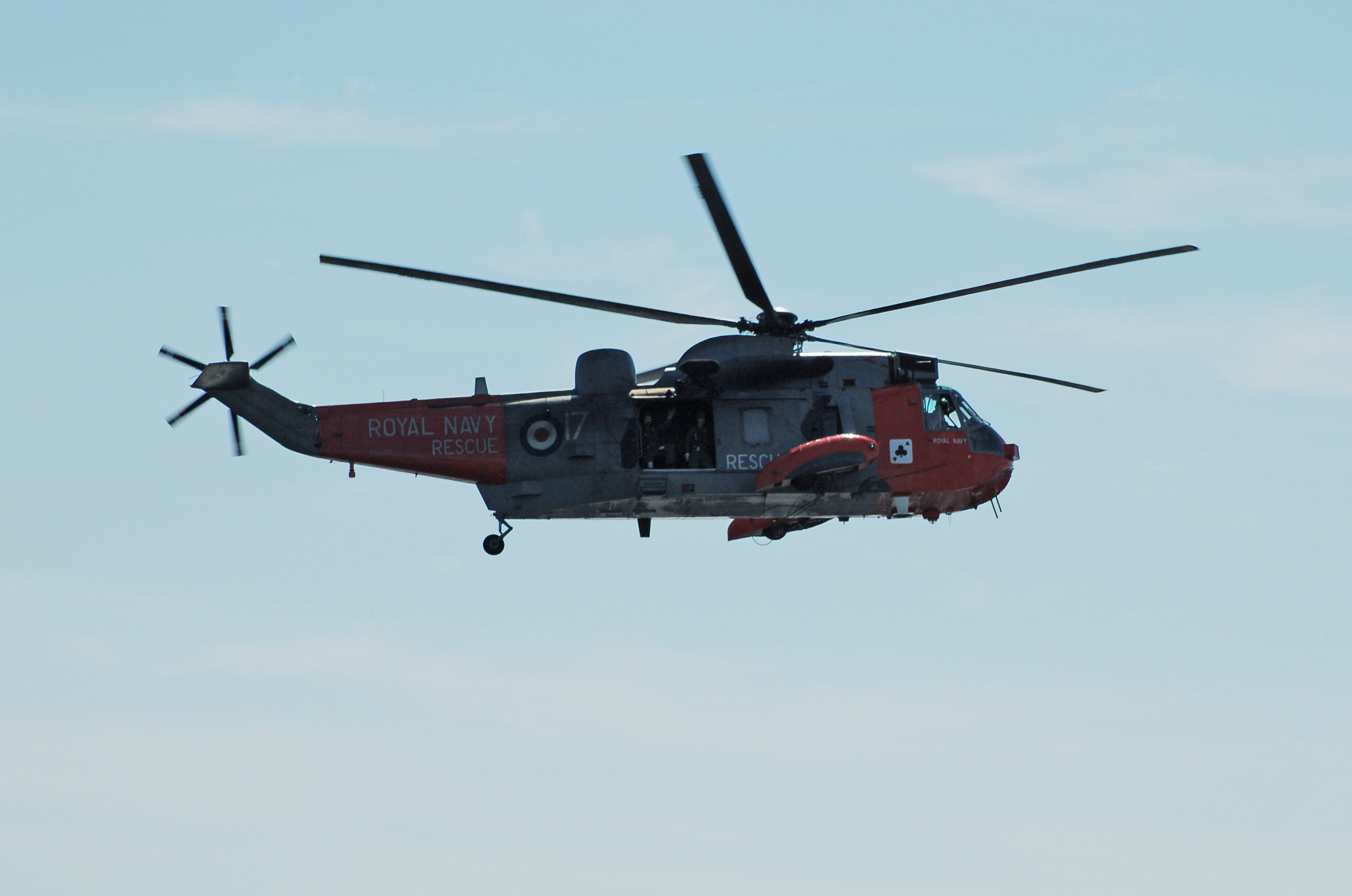

702-га морська авіаційна ескадрилья (англ. 702 Naval Air Squadron)
703-тя морська авіаційна ескадрилья (англ. 703 Naval Air Squadron)
705-та ескадрилья (англ. 705 Squadron)
727-ма морська авіаційна ескадрилья (англ. 727 Naval Air Squadron)
750-та морська авіаційна ескадрилья (англ. 750 Naval Air Squadron)
771-ша морська авіаційна ескадрилья (англ. 771 Naval Air Squadron)
792-га морська авіаційна ескадрилья (англ. 792 Naval Air Squadron)
814-та морська авіаційна ескадрилья (англ. 814 Naval Air Squadron)
815-та морська авіаційна ескадрилья (англ. 815 Naval Air Squadron)
820-та морська авіаційна ескадрилья (англ. 820 Naval Air Squadron)
824-та морська авіаційна ескадрилья (англ. 824 Naval Air Squadron)
829-та морська повітряна ескадрилья (англ. 829 Naval Air Squadron)
845-та морська повітряна ескадрилья (англ. 845 Naval Air Squadron)
846-та морська повітряна ескадрилья (англ. 846 Naval Air Squadron)
847-ма морська повітряна ескадрилья (англ. 847 Naval Air Squadron)
848-ма морська повітряна ескадрилья (англ. 848 Naval Air Squadron)
849-та морська повітряна ескадрилья (англ. 849 Naval Air Squadron)
854-та морська повітряна ескадрилья (англ. 854 Naval Air Squadron)
857-ма морська повітряна ескадрилья (англ. 857 Naval Air Squadron)
Показовий вертолітний загін («Чорні кішки») (англ. Helicopter Display Team («Black Cats»))

## Пункти базування

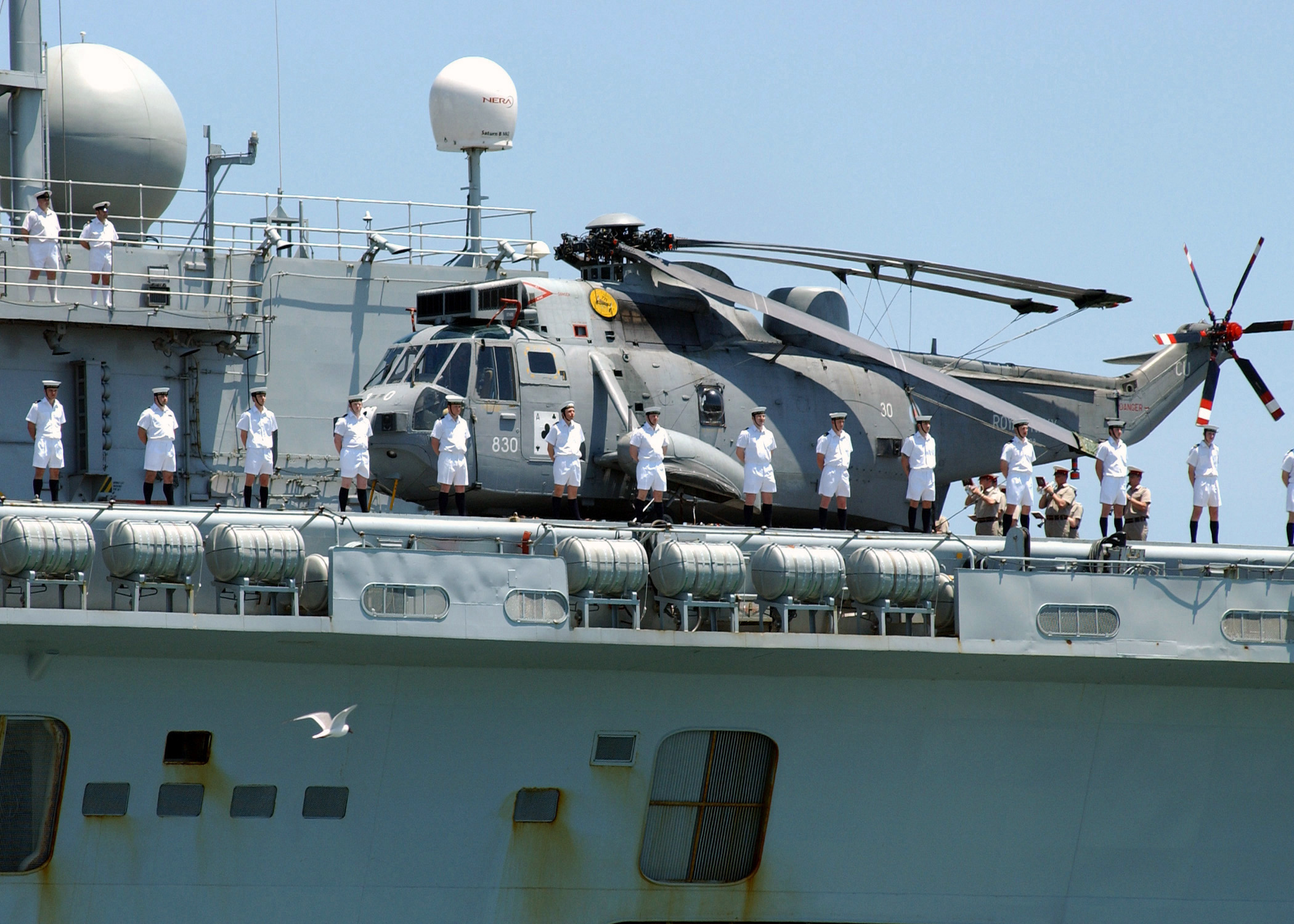

### Авіабази
Для берегового базування військово-морська авіація великої Британії використовує три авіабази:
- Королівська морська авіабаза Йовілтон (англ. Royal Naval Air Station (RNAS) Yeovilton)[10], графство Сомерсет
- Королівська морська авіабаза Калдроуз (англ. Royal Naval Air Station (RNAS) Culdrose)[11], графство Корнуолл
- Авіабаза Коттсмор (англ. Royal Air Force (RAF) station Cottesmore)[12], графство Ратленд

### Аеродроми
Один аеродром використовується для базування пошуково-рятувальних вертольотів ВМФ Великої Британії:
- Аеропорт Прествік (англ. Prestwick Airport), графство Ейршир

На додаток до цього, у розпорядженні ВМФ є один навчальний заклад для підготовки авіатехніків:
- База Її Величності Салтэн (англ. Her Majesty's Station (HMS) Sultan), Ґоспорт, графство Гемпшир

## Бойовий склад
| Позначення формування або частини   | Озброєння та оснащення                 | Місце розташування                               |
| ----------------------------------- | -------------------------------------- | ------------------------------------------------ |
| 702-га морська повітряна ескадрилья | Westland Lynx HAS3, Westland Lynx HMA8 | Королівська морська авіабаза Йовілтон            |
| 703-тя морська повітряна ескадрилья | Slingsby Firefly T67 M260.             | Королівська авіабаза Баркстон-Гіс у Лінкольнширі |
| 705-та ескадрилья                   |                                        | DHFS, авіабаза Шавбері у Шропширі                |
| 727-ма морська повітряна ескадрилья |                                        |                                                  |
| 750-та морська повітряна ескадрилья |                                        |                                                  |
| 771-ша морська повітряна ескадрилья |                                        |                                                  |
| 792-га морська повітряна ескадрилья |                                        |                                                  |
| 814-та морська повітряна ескадрилья |                                        |                                                  |
| 815-та морська повітряна ескадрилья |                                        |                                                  |
| 820-та морська повітряна ескадрилья |                                        |                                                  |
| 824-та морська повітряна ескадрилья |                                        |                                                  |
| 829-та морська повітряна ескадрилья |                                        |                                                  |
| 845-та морська повітряна ескадрилья |                                        |                                                  |
| 846-та морська повітряна ескадрилья |                                        |                                                  |
| 847-ма морська повітряна ескадрилья |                                        |                                                  |
| 848-ма морська повітряна ескадрилья |                                        |                                                  |
| 849-та морська повітряна ескадрилья |                                        |                                                  |
| 854-та морська повітряна ескадрилья |                                        |                                                  |
| 857-ма морська повітряна ескадрилья |                                        |                                                  |

## Техніка та озброєння
Дані про техніку і озброєння авіації ВМФ Великої Британії взяті зі сторінки журналу Aviation Week & Space Technology.
| Тип | Країна                 | Призначення                                                                    | Кількість  | Примечания                                                                                 |        |
| Літаки | Літаки                 | Літаки                                                                         | Літаки     | Літаки                                                                                     | Літаки |
| --- | ---------------------- | ------------------------------------------------------------------------------ | ---------- | ------------------------------------------------------------------------------------------ | ------ |
| British Aerospace Jetstream T MK.2                                                                           | Велика Британія        | навчально-тренувальний                                                         | 5          |                                                                                            |        |
| Grob G-115T                                                                                                  | Німеччина              | навчально-тренувальний                                                         |            | 5                                                                                          |        |
| Вертольоти                                                                                                   |                        |                                                                                |            |                                                                                            |        |
| AgustaWestland Merlin HM Mk.1                                                                                | Велика Британія Італія | протичовновий вертоліт                                                         | 39         |                                                                                            |        |
| Westland Gazelle AH Mk.1                                                                                     | Велика Британія        | транспортно-бойовий вертоліт                                                   | 8          | французький вертоліт Aérospatiale SA 341 Gazelle за ліцензією випускали у Великій Британії |        |
| Westland Lynx AH Mk.7 Westland Lynx HAS Mk.3 Westland Lynx HMA Mk.8                                          | Велика Британія        | десантний вертоліт протичовновий вертоліт                                      | 5 30 34    |                                                                                            |        |
| Westland Sea King HAS Mk.5 Westland Sea King HAS Mk.6 Westland Sea King HC Mk.4 Westland Sea King Mk.7 (AEW) | Велика Британія        | протичовновий вертоліт протичовновий вертоліт десантний вертоліт вертоліт ДРЛС | 16 5 37 13 | американський вертоліт Sikorsky S-61 Sea King вироблявся у Великій Британії за ліцензією   |        |

## Розпізнавальні знаки
На фюзеляжах літаків і вертольотів авіації ВМС Великої Британії, поряд зі стандартними розпізнавальними знаками повітряних сил, наноситься напис Royal Navy (англ. Королівський Військово-морський Флот).
| Розпізнавальний знак | Знак на фюзеляж | Знак на кіль | Де використовувався             |
| -------------------- | --------------- | ------------ | ------------------------------- |
|                      |                 |              | стандартні розпізнавальні знаки |
|                      |                 |              | варіант зменшеною видимості     |
|                      |                 |              | варіант зменшеною видимості     |

## Знаки розрізнення

### Адмірали та офіцери
| Категории                | Адмірали             | Адмірали | Адмірали     | Адмірали      | Офіцери   | Офіцери            | Офіцери            | Офіцери              | Офіцери           | Офіцери        | Офіцери            |
| ------------------------ | -------------------- | -------- | ------------ | ------------- | --------- | ------------------ | ------------------ | -------------------- | ----------------- | -------------- | ------------------ |
| Погон                    |                      |          |              |               |           |                    |                    |                      |                   |                |                    |
| Петличний знак           | немає                | немає    | немає        | немає         | немає     | немає              | немає              | немає                | немає             | немає          |                    |
| Нарукавний знак          |                      |          |              |               |           |                    |                    |                      |                   |                | нет                |
| Англійське звання        | Admiral of the Fleet | Admiral  | Vice-Admiral | Rear Admiral  | Commodore | Captain            | Commander          | Lieutenant-Commander | Lieutenant        | Sub-Lieutenant | Midshipman         |
| Українська відповідність | Адмірал флоту        | Адмірал  | Віце-адмірал | Контр-адмірал | немає     | Капітан 1-го рангу | Капітан 2-го рангу | Капітан 3-го рангу   | Капітан-лейтенант | Лейтенант      | Молодший лейтенант |

### Унтер-офіцери і матроси
| Категорії                | Старшини          | Старшини                      | Старшини            | Старшини               | Старшини               | Матроси               | Матроси               |
| ------------------------ | ----------------- | ----------------------------- | ------------------- | ---------------------- | ---------------------- | --------------------- | --------------------- |
| Англійське звання        | Warrant Officer 1 | Warrant Officer 2             | Chief Petty Officer | Petty Officer          | Leading Rate           | Able Seaman 1st Class | Able Seaman 2nd Class |
| Українська відповідність | Мічман            | Головний корабельний старшина | Головний старшина   | Старшина першої статті | Старшина другої статті | Старший матрос        | Матрос                |

### Знаки на головні убори

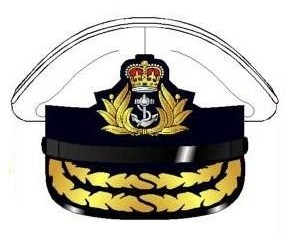
Головний убір адмірала
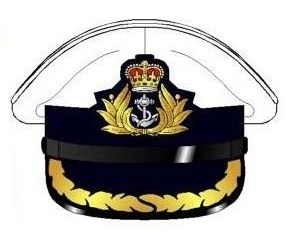
Головний убір старшого офіцера
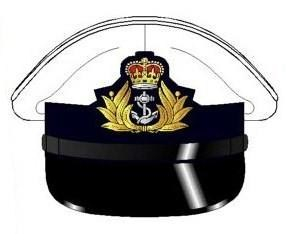
Головний убір офіцера